# Machaerirhynchus flaviventer
Bico-largo-de-peito-amarelo ou bico-de-punhal-amarelo (Machaerirhynchus flaviventer) é uma espécie de ave da família Machaerirhynchidae.
Pode ser encontrada nos seguintes países: Austrália, Indonésia e Papua-Nova Guiné.
Os seus habitats naturais são: florestas subtropicais ou tropicais húmidas de baixa altitude.